# Sylvester (Geórgia)
Sylvester é uma cidade localizada no estado americano de Geórgia, no Condado de Worth.

## Demografia
Segundo o censo americano de 2000, a sua população era de 5990 habitantes.
Em 2006, foi estimada uma população de 5888, um decréscimo de 102 (-1.7%).

## Geografia
De acordo com o United States Census Bureau tem uma área de 14,9 km², dos quais 14,8 km² cobertos por terra e 0,1 km² cobertos por água. Sylvester localiza-se a aproximadamente 116 m acima do nível do mar.

## Localidades na vizinhança
O diagrama seguinte representa as localidades num raio de 28 km ao redor de Sylvester.